# Trung tâm Thương mại Thế giới (2001–nay)
Trung tâm Thương mại Thế giới là một tòa nhà phức hợp hầu hết đã hoàn thành ở hạ Manhattan, thành phố New York, Hoa Kỳ, thay thế bảy tòa nhà trung tâm thương mại thế giới ban đầu trên cùng địa điểm đã bị phá hủy trong sự kiện ngày 11 tháng 9. Địa điểm đang được xây dựng lại với tối đa sáu tòa nhà chọc trời mới, bốn trong số đó đã được hoàn thành; đài tưởng niệm và bảo tàng cho những người thiệt mạng trong các vụ tấn công; một công viên trên cao liền kề với địa điểm, được gọi là Công viên Tự do; và trung tâm vận chuyển. Trung tâm Thương mại thế giới gồm 104 tầng, tòa nhà cao nhất ở Tây bán cầu, là tòa nhà dẫn đầu cho khu phức hợp mới.

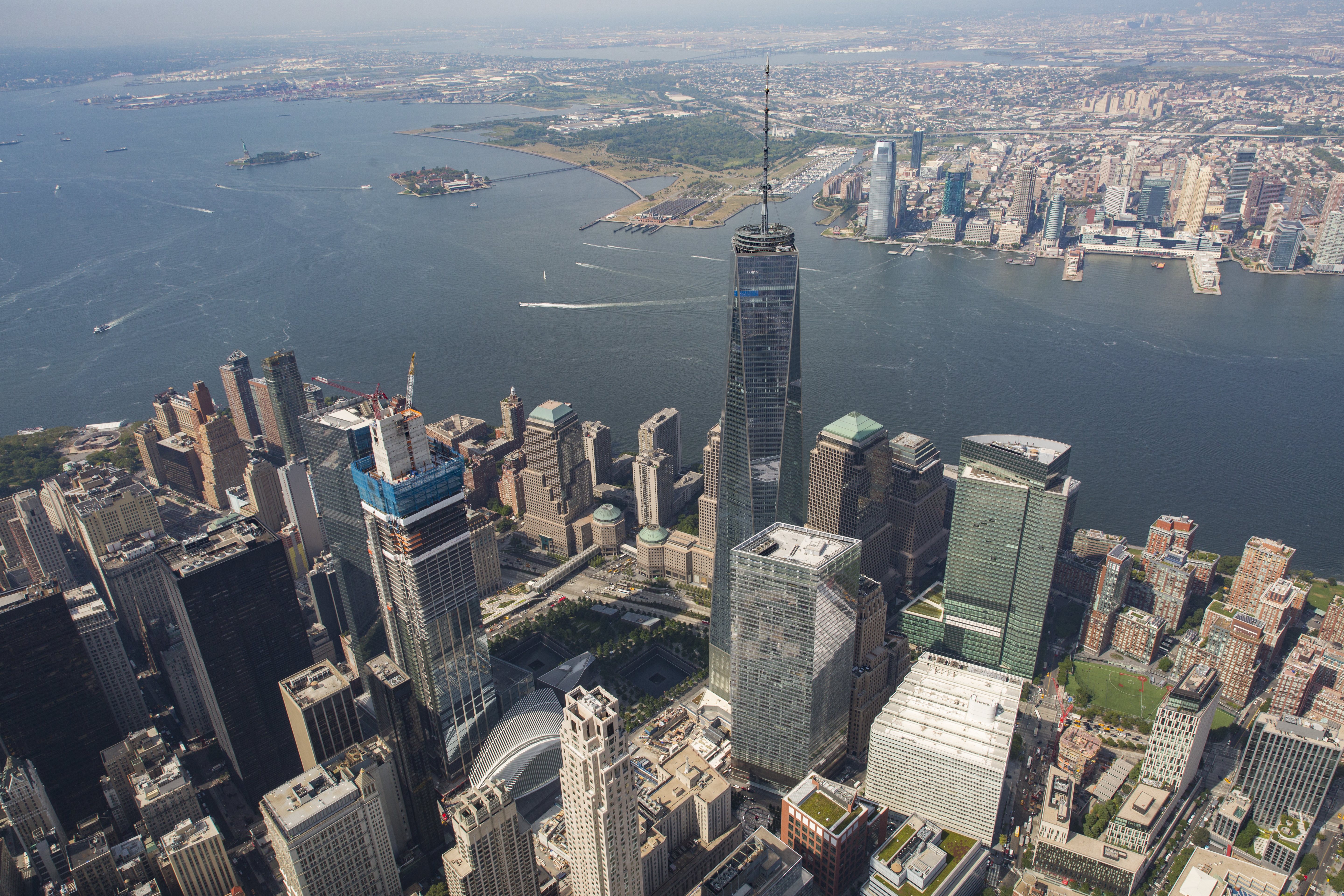

## Cấu trúc
Trung tâm Thương mại Thế giới mới bao gồm năm tòa tháp, đài tưởng niệm và bảo tàng 9/11, trung tâm thương mại, trung tâm giao thông, bãi đậu xe, công viên, nhà thờ, hội trường và địa điểm biểu diễn nghệ thuật. Kể từ tháng 3 năm 2020, tiến độ xây dựng địa điểm được thiết kế lại như sau:
| Tên gọi                                                          | Hình ảnh | Ngày xây dựng bắt đầu | Ngày hoàn thành                             | Height / (height w/ spire)                   | Hiện trạng                                                 |
| ---------------------------------------------------------------- | -------- | --------------------- | ------------------------------------------- | -------------------------------------------- | ---------------------------------------------------------- |
| Trung tâm Thương mại Thế giới Một                                |          | 27 tháng 4 năm 2006   | 3 tháng 11 năm 2014                         | 1.368 foot (417 m) (1.776,0 foot (541,32 m)) | Hoàn thành                                                 |
| Trung tâm Thương mại Thế giới số 2                               |          | 10 tháng 11 năm 2008  | Không rõ ( chưa xác định ngày khánh thành ) | 1.322 foot (403 m)                           | Hoàn thành phần nền, đang xây phần tháp (hiện bị đình trệ) |
| Trung tâm Thương mại Thế giới số 3                               |          | 10 tháng 11 năm 2010  | 11 tháng 6 năm 2018                         | 1.079 foot (329 m)                           | Hoàn thành                                                 |
| Trung tâm Thương mại Thế giới số 4                               |          | 10 tháng 11 năm 2008  | 13 tháng 11 năm 2013                        | 978 foot (298 m)                             | Hoàn thành                                                 |
| Trung tâm Thương mại Thế giới số 5                               |          | 9 tháng 9 năm 2011    | 2028, 7 năm tới                             | 741 foot (226 m)                             | Đã được cấp phép                                           |
| Trung tâm Thương mại Thế giới số 7                               |          | 7 tháng 5 năm 2002    | 23 tháng 5 năm 2006                         | 745 foot (227 m)                             | Hoàn thành                                                 |
| Đài tưởng niệm quốc gia 11 tháng 9                               |          | 13 tháng 3 năm 2006   | 11 tháng 9 năm 2011                         | Chưa có chiều cao chính thức                 | Hoàn thành                                                 |
| Bảo tàng quốc gia ngày 11 tháng 9                                |          | 13 tháng 3 năm 2006   | 21 tháng 5 năm 2014                         | Chưa có chiều cao chính thức                 | Hoàn thành                                                 |
| Trung tâm Giao thông Vận tải thuộc Trung tâm Thương mại Thế giới |          | 26 tháng 4 năm 2010   | 3 tháng 3 năm 2016                          |                                              | Hoàn thành                                                 |
| Trung tâm Nghệ thuật Biểu Diễn Ronald O. Perelman                |          | 31 tháng 8 năm 2017   | 2023                                        |                                              | Hoàn thành cất nóc                                         |
| Trung tâm An ninh Phương tiện                                    |          | 10 tháng 11 năm 2011  | 2017                                        | Chưa có chiều cao chính thức                 | Hoàn thành                                                 |
| Công viên Tự do                                                  |          | 20 tháng 11 năm 2013  | 29 tháng 6 năm 2016                         | Không có chiều cao                           | Hoàn thành                                                 |
| Nhà thờ Cơ Đốc giáo Hy Lạp Thánh Nicolas                         |          | 18 tháng 10 năm 2014  | 11 tháng 9 năm 2021                         | Chưa có chiều cao chính thức                 | Hoàn thành                                                 |
| Hội trường Fiterman                                              |          | tháng 3 năm 2008      | 27 tháng 8 năm 2012                         | Chưa đo chiều cao                            | Hoàn thành                                                 |